# Jordanoleiopus fuscomaculatus
Jordanoleiopus fuscomaculatus är en skalbaggsart som beskrevs av Stefan von Breuning 1957. Jordanoleiopus fuscomaculatus ingår i släktet Jordanoleiopus och familjen långhorningar. Inga underarter finns listade i Catalogue of Life.